# 北海道道920号幌内湯内線
北海道道920号幌内湯内線（ほっかいどうどう920ごう ほろないゆないせん）は、北海道深川市内を結ぶ一般道道（北海道道）である。

## 概要

### 路線データ
- 起点：北海道深川市幌内（国道275号交点）
- 終点：北海道深川市湯内（北海道道98号旭川多度志線交点）
- 路線延長：8.7km

## 歴史
- 1977年（昭和52年）3月31日 路線認定[1]。

## 地理

### 通過する自治体
- 空知総合振興局
  - 深川市

### 交差する道路
深川市
- 国道275号 - 幌内（起点）
- 北海道道98号旭川多度志線 - 湯内（終点）